# Piteås historia
Artikeln är en sammanställning av Piteås historia.

## Piteå kompani
Piteå kompani var en del av Västerbottens regemente 1624–1907, men upphörde då militären omorganiserat efter Försvarsreformen 1901.
Krig kompaniet deltog i:
- Gustav III:s ryska krig: 1788–1790, stupade från kompaniet 75 st.
- Finska kriget: 1808–1809, stupade från kompaniet 31 st.

Tapperhet i fält:
- Carl Liftvakt från Öjebyn för mod
- Furiren Erik Lidström från Öjebyn för mod
- Korpral Redout från Roknäs för mod och tog fångar
- John Stormhjelm från Lillpite för mod
- Korpral Hans Strand för mod
- John Tapper för mod
- Rustmästare Carl Fredrik Riderstråle för skadad i strid
- Furir Lars Lindvall för mod
- Erik Falkonett för mod
- Korpral Lars Borgare för mod
- Erik Lejon från Rosvik och Fredrik Rhen från Sjulsmark för att de tillsammans tog fem fångar.

## 1600-talet

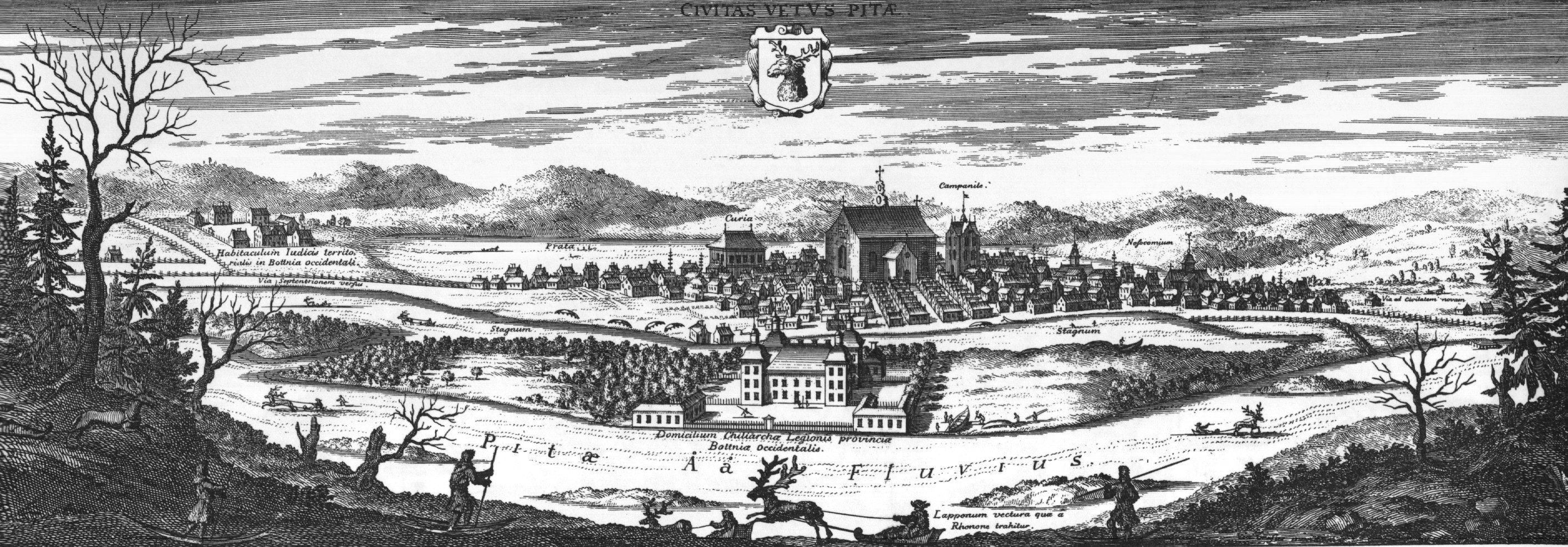
Öjebyn omkring 1690. Ur Suecia antiqua et hodierna.

Piteå grundades 1620 av 44 nybyggare som bosatte sig runt Öjeby kyrka, vilken tidigare hade byggts av bönderna i socknen. Piteå fick stadsprivilegier av Gustav II Adolf år 1621, med syftet att knyta traktens allmogehandel och samehandeln i Pite lappmark till den nya staden. Första stadsbranden inträffade 1652. Efter en stor brand i juli 1666 flyttades staden 1668 till sin nuvarande plats på Häggholmen, som hade ett bättre hamnläge. Piteås torg är från 1600-talet och är ett av två torg från denna tid som finns kvar i Sverige.
20 juni 1694 besökte kung Karl XI Piteå.

## 1700-talet

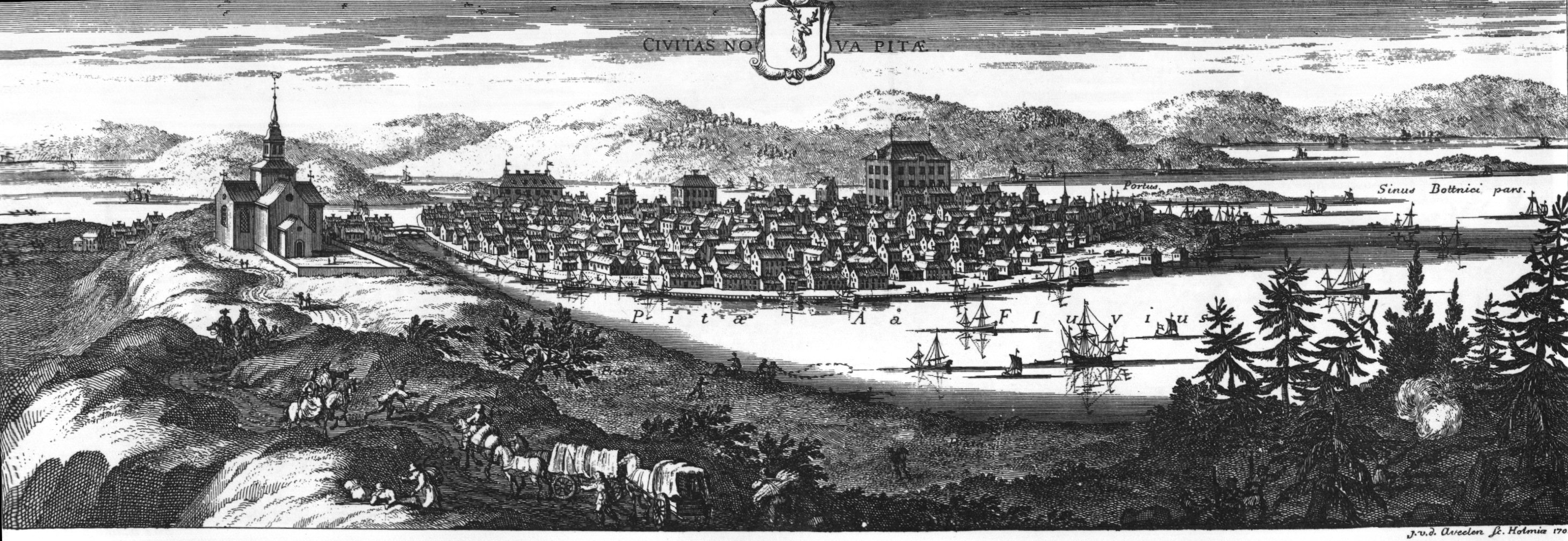
Piteå omkring 1700. Ur Suecia antiqua et hodierna.

Staden härjades svårt under Stora nordiska kriget. 1716 plundrades Piteå av kosacker. 1721 attackerades Piteå av den ryska flottan som brände delar av staden. Efter krigets slut i och med freden i Nystad 30 augusti 1721 byggde man upp de delar av staden som förstörts. Torget och kyrkan hade klarat sig från de ryska härjningarna.
Pitesonen Daniel Solander blev lärling hos Carl von Linné.
"Piteborna är djärva och starka män som dödar björnar och annat med bara händerna. De är ett vilt och trotsigt släkte, ättlingar till den grekiska gudasagans giganter". Den beskrivningen av Pitebon återfinns i vetenskapsmannen Petrus Stecksenius-Graans avhandling från 1731.

## 1800-talet
- År 1808 byggdes ett länshäkte.

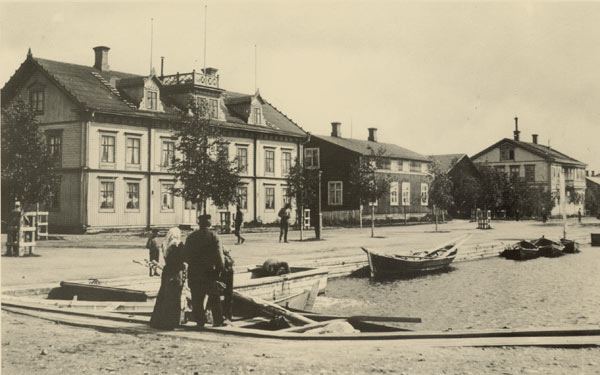
Kramerska Huset, Södra hamn 1890. Huset är uppkallat efter häradshövding Herman Julius Kramer (1828–1899) som bodde här med sin familj. Kramer härstammade från Dalarna.

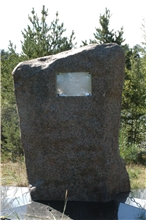
Minnessten över Slaget vid Piteå, också känt som Slaget vid Pitsund som blev sista striden någonsin på svensk mark. Sista skottet i kriget sköts här. "Här föll den 25 augusti de sista skotten under finska kriget 1808-1809. Fosterlandets vänner reste denna sten som manifestation för världsfred 1999-08-28".

- År 1809 invaderade ryssarna Piteå under Finska kriget. Den 25 augusti ägde slaget vid Piteå rum och det kom att bli sista striden i kriget.
- År 1819 blev Piteå residensstad i Norrbotten.
- År 1827 byggdes lasarettet, senare kallat Piteå älvdals sjukhus.
- År 1856 tappade Piteå sin status som residensstad. Luleå blev den nya residensstaden.
- Missväxtåren 1867–1869 var flera år av missväxt och svält bland bönderna runt Piteå, vilket gjorde att många emigrerade till USA.
- År 1866 bröt en koleraepidemi ut och 23 människor dog.

År 1893 byggdes Piteå hospital och asyl (senare kallat Furunäsets sjukhus) vilket var ett mentalsjukhus. Anna Lindersson, född 1872, död i april 1960, anses vara den person som varit inlåst längst tid i Sverige.[källa behövs] I 67 år, från 1893 till sin död 1960, befann hon sig på Piteå hospital och asyl. Enligt uppgift fick hon aldrig något besök.
Carl Anton Hedqvist, mer känd som Patron Hedqvist, skulle komma att bli en av de verkligt stora industrimännen i området.[källa behövs] Bland hans projekt märks Storfors ångsåg, Storfors vattensåg (Lillpite), Bergsvikens ångsåg, Ytterfors vattensåg, Keupfors vattensåg, Brännfors vattensåg (Åbyn), Rosfors bruk, Piteå ångkvarn, Karlberg, Persberg, Storsund och Storfors Mekaniska Verkstad. Hedqvist uppförde och/eller ägde Storfors herrgård, Strömbacka herrgård, Nygården (Öjebyn), Villa Hede (Öjebyn), Storstrand, Lillänget, Tegelhusängen samt Karlberg.  
Storfors ångsåg var först med elektrisk belysning i Pitebygden i slutet av 1890-talet. Patron Hedqvist anlade en telefonledning 1884 mellan sitt kontor i Öjebyn och sågverken i Bergsviken.

## 1900-talet

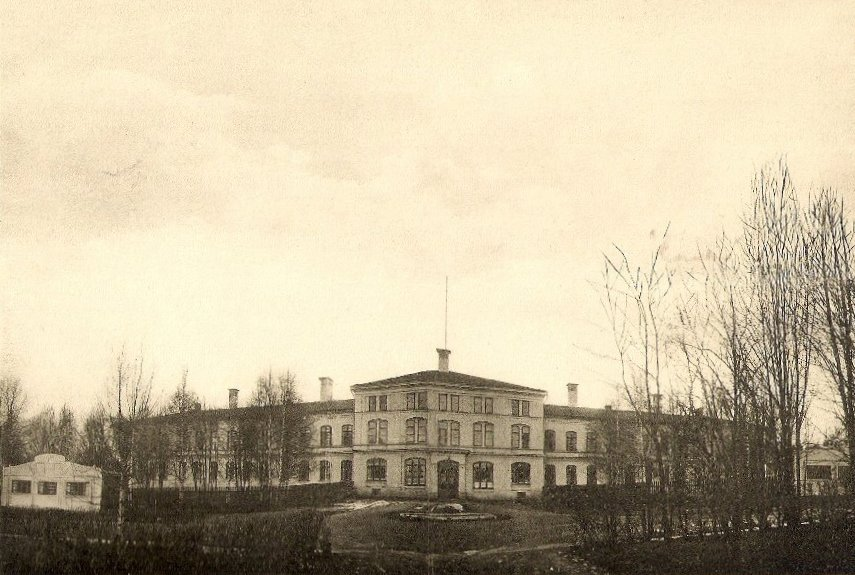
Piteå hospital och asyl senare Furunäsets sjukhus hösten 1900.

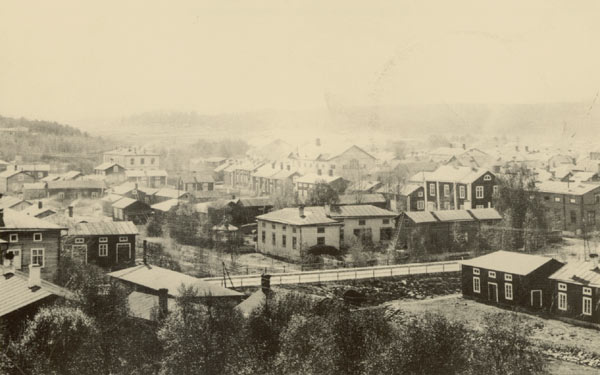
Vy från kyrkan över kyrkbron över Piteå centrum 1900

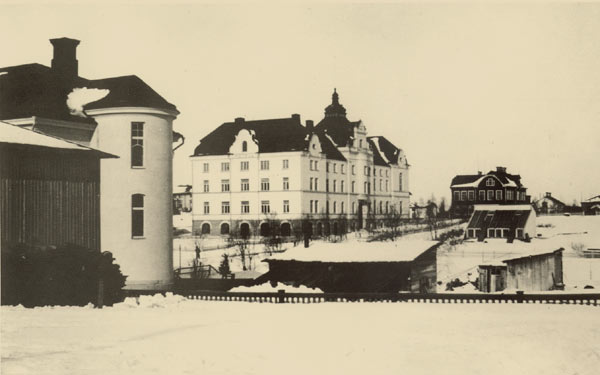
Nybyggda stadshotellet 1908

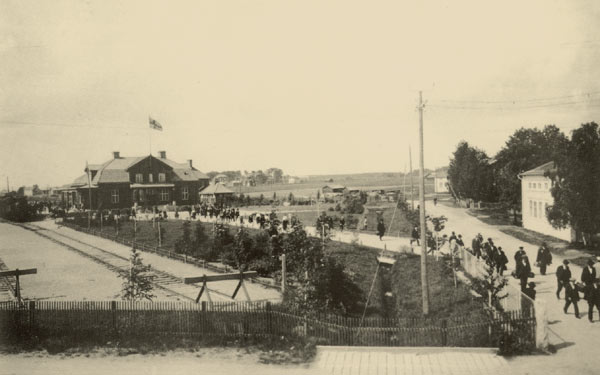
Järnvägsstationen 1919

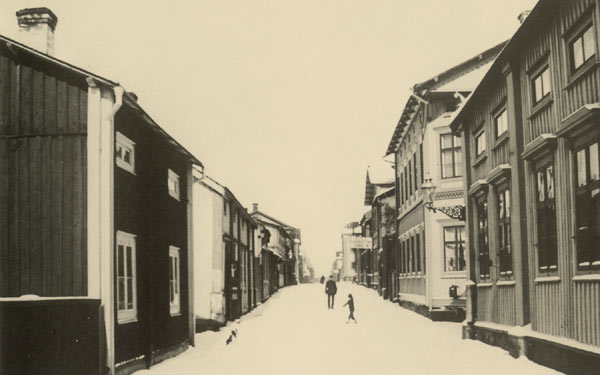
Storgatan från öster 1906

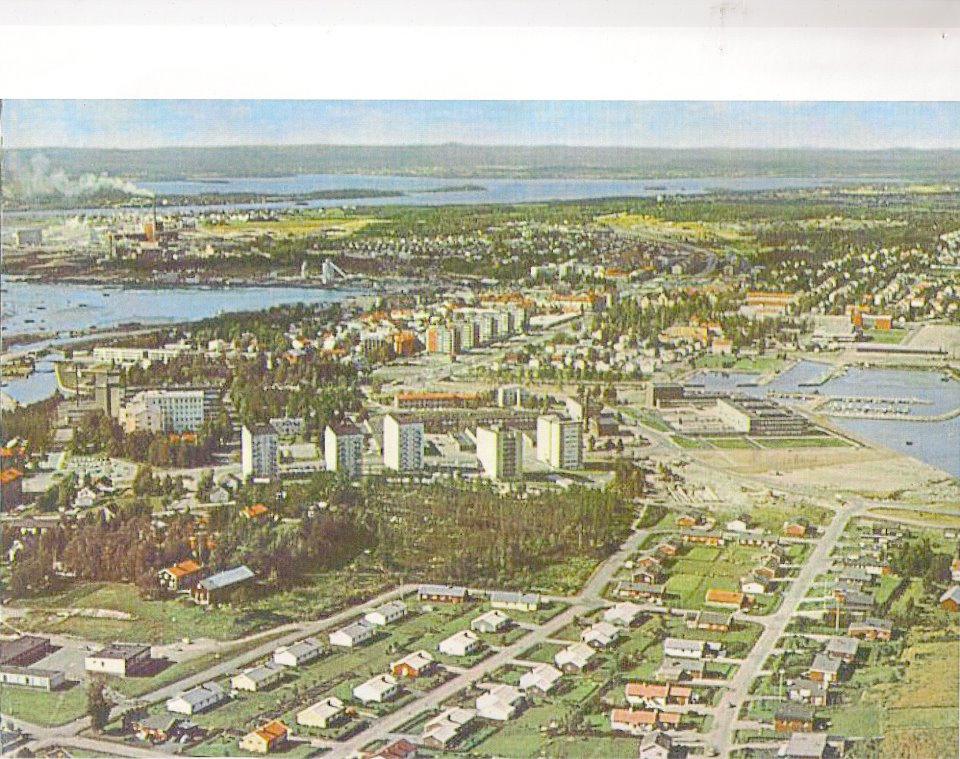
Piteå i juni 1968

Under början av 1900-talet hade staden cirka 2 500 invånare. 
Från den 1 maj 1901 bildade Piteå stadsförsamling ett eget pastorat.
År 1906 byggdes Piteå stadshotell.
År 1915 öppnades en järnväg mellan Älvsbyn och Piteå, vilket bidrog till en befolkningsökning. År 1972 lades persontrafiken ned, men godstrafiken fortsatte.
Sveriges statsminister 1917–1920, liberalen Nils Edén, kom från Piteå.
År 1918 kom spanska sjukan till staden och landsbygden runt omkring. 46 människor dog och över 1 000 insjuknade i hela älvdalen. I juli 1918 kom första fallet och i oktober avled den första patienten. På grund av det stora antalet sjuka skickade Medicinalstyrelsen i Stockholm upp tre läkare, eftersom staden vid denna tid endast hade en enda läkare. Våren 1919 ansågs epidemin vara över.
Förutom hamnen, som tidigt blev betydelsefull, har skogen varit en viktig tillgång och i Piteå finns både pappersbruk och flera sågverk. 
11 juli 1921 besökte kung Gustaf V och drottning Victoria staden.
I juni 1927 juni besöktes Piteå av kronprins Gustav Adolf och Louise med parets dotter, prinsessan Ingrid.
År 1933 besökte prins Gustav Adolf och Prinsessan Sibylla staden.
Framnäs folkhögskola startades 1952 av arbetarrörelsen i Norrbotten och drivs i nära samverkan med Piteå kommun.
26 oktober 1944 kom kronprinsparet Gustav Adolf och Louise för att se hur de finska flyktingarna togs om hand. Under hösten 1944 hade över 900 finska flyktingar anlänt. Enligt flyktingarnas berättelser hade tyska trupper bränt och skövlat gårdar och åkrar då de drog sig tillbaka (Brända jordens taktik). Finnarna hade i flera fall tagit med sig sina husdjur för att inte tyskarna skulle avliva dem. Finska samer förde också över sina renar från Finland. Flyktingarna inkvarterades i skolor och där byggdes också provisoriska sjukhus. Flyktingarna stannade till krigsslutet.
År 1945 köpte Kungliga Lantbrukshögskolan en gård av Emil och Arvid Hedqvist, söner till patron Hedqvist, i forskningssyfte. År 1977 togs gården över av Sveriges lantbruksuniversitet (SLU).
År 1952 besökte Gustaf VI Adolf Piteå.
Den då nykorade världsmästaren i tungviktsboxning, Ingemar Johansson, gick i augusti 1959 en uppvisningsmatch för 2500 åskådare,
År 1961 fick staden en gågata, då först i Sverige.

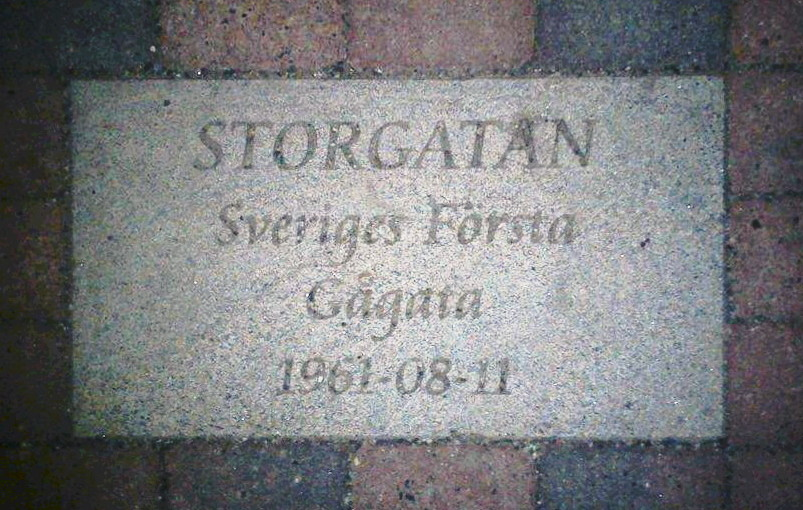
Minnesplatta över invigning av gågatan i Piteå. Sveriges första gågata.

En stor förändring i stadsbilden inträffade 1970 då zonområdet började byggas. Kommunen tvångsinlöste flera kvarter för att bygga tre- och sexvåningshus i en del av miljonprogrammet.
Gatufestivalen Piteå dansar och ler (PDOL) arrangerades första gången på 1960-talet och har sedan 1990 varit en årlig festival. 
År 1980 besökte kung Carl XVI Gustaf staden.
Från Piteå stammar Eva-Lena Lundgren, Fröken Sverige 1981 och Anna-Kari Bergström, Fröken Sverige 1982.
År 1985 grundades Musikhögskolan i Piteå som en vidareutveckling av musikutbildningen på Framnäs folkhögskola i Öjebyn (samtidigt som även Örebro och Arvika fick statliga musikhögskolor, som också de var utvecklade ur framgångsrika folkhögskoleutbildningar i musik).
År 1987 lades Furunäsets sjukhus ner. Istället inrättades en psykiatrisk avdelning i Öjebyn för personer som dömts till rättspsykiatrisk vård, med övre Norrland som upptagningsområde.
Den 26 juni 1989 drabbades Strömbackaskolan av en brand. En stor del av skolan förstördes under ett takläggningsarbete; branden orsakade skador för omkring 150 miljoner kronor. 1200 elever och lärare berördes av branden och fick tillbringa läsåret 1989–1990 i provisoriska byggnader.
Piteås shoppingcenter är beläget längs gågatan. Det togs i bruk 1989 och innehåller ett 30-tal butiker, tre biografer, hotell, restauranger och caféer, allt under samma tak.
Charles Zelmanovits, 15, försvann 13 november 1976 efter en skoldans i Piteå. 19 september 1993 påträffades hans kvarlevor på Pitholmsheden.
Thomas Quick erkände mordet under våren 1994 och dömdes 16 november 1994 i Piteå tingsrätt.
Resning i målet beviljades av Hovrätten för Övre Norrland den 1 februari 2013. Målet lades ned den 31 juli 2013.
28 juli–29 juli 1997 drabbades mellersta delarna av Piteå kommun av ett kraftigt regnväder. Regnet föll nästan konstant i två dygn. Vattenmassorna följde sedan befintliga vattendrag mot sydöst och de stora mängderna vatten som forsade fram medförde att vattendragen vidgades kraftigt. På många platser valde vattnet helt nya riktningar och skapade nya vattendrag i form av bland annat älvfåror och sjöar. Vid SMHI:s nederbördsstation i Fagerheden, väster om Piteå, uppmättes under de två första dygnen av regnovädret 256 mm regn, varav 198 mm kom det andra dygnet. Enligt SMHI hade sådana mängder aldrig uppmätts i Sverige tidigare. 28 juli–31 juli arbetade räddningstjänsten med att rädda folk från sina översvämmade stugor och bostäder. De fick ta hjälp av militär från F21 i Luleå och MEKB 19 som räddade folk med helikoptrar och bandvagnar. 13 större vägar låg under vatten vilket gjorde att också andra än de i översvämmade områden var tvungna att räddas då de var isolerade av vattnet.

## 2000-talet
År 2006 stod en så kallad "skatebowl" i cement mitt i centrum (intill busstationen) klar. Kostnaden uppgick till 1 miljon kronor.
År 2007 invigdes shoppingcentret i "gallerian".
År 2008 stod en stor vindkraftssatsning klar utanför staden.
År Den 1 januari 2010 gick Piteå lands- och stadsförsamlingar samman.
År 2008 vann Piteå IF Dam div 1 Norra och gick upp i allsvenskan. 1 april 2009 spelade man den första hemmamatchen i allsvenskan på LF Arena mot Kristianstads DFF.
Kungen, drottningen och kronprinsessan närvarade 20 augusti 2009 vid en minneshögtid vid Pitsund, till minne av 200-årsdagen av slaget vid Piteå.
Munksund-Skuthamns SK blev det första kvinnliga hockeylaget från staden i Riksserien 2010. Laget kom att tillhöra Luleå Hockey från och med säsong 2015/2016 och kommer att spela matcher både på LF Arena i Piteå och Coop Norrbotten Arena i Luleå.
14 april 2004: Två bröder, 59 och 57 år gamla, blev brutalt överfallna på sin gård i Kalamark. Den äldre brodern som befann sig ute i ladugården dödades. Den yngre brodern skadades men överlevde och hittades två dagar senare av hemtjänsten. Gärningsmannen fick med sig 2000 kronor från brödernas bostad.
I december 2004 dömdes Kaj Linna, mot sitt nekande, till livstids fängelse för mord på den äldre brodern och grov misshandel av den yngre, i både tingsrätt och hovrätt. Det fanns ingen teknisk bevisning som band Linna till mordplatsen. Linna ansökte år 2016 för tredje gången om resning i Högsta domstolen. Den 29 december kom beskedet att han beviljades resning. Linna friades helt när HD-domen meddelades den 15 juni 2017.

### Corona-pandemin våren och sommar 2020
8 april 2020 Piteå Summer Games ställdes in sommaren 2020 på grund coronaviruset.
O'Learys i Piteå gick i konkurs, sportbaren förlorade 90-95 % av intäkterna då sportligor i hela världen pausar på grund av viruset. Deras koncept är att folk ska se sport på TV medan de äter och dricker.
Subway i Piteå gick i konkurs 4 maj 2020 då de förlorat mycket inkomst i februari, mars och april.
5 maj 2020. Tomas Ledin ställde in sommarturnén. Konserterna flyttas fram ett år till följd av publikrestriktionerna och spridningen av coronaviruset. 
6 maj 2020 festspelen i Piteå ställde in för första gången denna sommar sedan starten 1982.
12 maj 2020 Stora Nolia ställde in sommaren 2020 i Piteå.
29 maj 2020 Piteå dansar och ler ställde in sommaren 2020.